# آزید
آزید (Azide) نام آنیونی با فرمول N3− است که باز مزدوج هیدرازوئیک اسید می‌باشد. N3− آنیونی خطی است که با کربن دی‌اکسید و دی نیتروژن مونوکسید ایزوالکترونیک است. ساختارهای گوناگونی برای آزید دیده شده‌است که مهم‌ترین آن‌ها N−=N+=N− می‌باشد. همچنین آزید می‌تواند در شیمی آلی یک گروه عاملی به شکل RN3 بسازد. شناخته شده‌ترین کاربرد آزید به عنوان گاز پُرکننده در کیسه‌های هوای خودرو است.

## کاربرد
سالانه نزدیک به ۲۵۰ تُن ترکیب‌های دارندهٔ آزید تولید می‌شود که مهم‌ترین آن‌ها سدیم آزید است.

### چاشنی و محرک
آزید سدیم یک مادهٔ محرک برای کیسه‌های هوا در خودرو است. این ماده در اثر گرما بی درنگ شکسته می‌شود و گاز نیتروژن تولید می‌کند این نیتروژن کیسهٔ هوا را به سرعت باد می‌کند.
2 NaN3 → 2 Na + 3 N2
نمک فلزهای سنگین مانند آزید سرب(II) و Pb(N3)2 چاشنی‌های حساس به شوک اند که هنگام دریافت یک محرک به نیتروژن و سرب شکسته می‌شود:
Pb(N3)2 → Pb + 3 N2
نمک‌های نقره و باریم هم کاربردی همانند دارند. آزیدهای آلی به عنوان محرک راکت کاربرد دارند برای نمونه می‌توان از: دی‌ام‌ای‌زد نام بُرد.

### دیگر
به دلیل خطرهای مربوط به کاربرد آزیدها با این که این ماده در کارهای پژوهشی کاربرد دارد اما تنها برخی از آن‌ها به صورت تجاری داد و ستد می‌شوند. آزیدهایی که وزن مولکولی کمی دارند خطرناک اعلام شده‌اند. آزیدها در ساخت آمین کاربرد دارد همچنین داروی ضد ویروس زیدوودین (AZT) دارای یک گروه آزید است. شرکت آزید در واکنش استاودینگر و Azide-alkyne Huisgen cycloaddition بسیار شناخته شده‌است.

## فراوری
در فراوری آزیدها از واکنش هیدرازین با نمک نیترات استفاده می‌شود.